# Wyścigowe Samochodowe Mistrzostwa Polski 1963
Sezon 1963 był jedenastym sezonem Wyścigowych Samochodowych Mistrzostw Polski.
Sezon liczył cztery eliminacje na torach w Białymstoku, Lublinie, Gliwicach i Tychach. Zawody były rozgrywane w dwóch klasach: Formule Junior (zgodnej z przepisami FIA) oraz formule wolnej (skonstruowane do 1961 roku samochody o dowolnych nadwoziach i silnikach pow. 500 cm³). Każda eliminacja składała się z trzech biegów (z wyj. rundy w Gliwicach). Za miejsca w jednym biegu przyznawano punkty według klucza 20-16-13-11-10-9-8-7-6-5-4-3-2-1. Zwycięzcą eliminacji zostawał zdobywca największej liczby punktów z biegów, przy czym do wyników danej eliminacji każdemu kierowcy zaliczano najlepsze rezultaty z dwóch biegów.

## Zwycięzcy
| Data            | Tor       | Klasa          | Zwycięzca (kierowcy)  | Samochód               | Zwycięzca (zespoły)         |
| --------------- | --------- | -------------- | --------------------- | ---------------------- | --------------------------- |
| 12 maja         | Białystok | Formuła Junior | Władysław Szulczewski | Rak Junior II-Wartburg | Automobilklub Częstochowski |
| 12 maja         | Białystok | formuła wolna  | Augustyn Tic          | SAM-Lancia             | Automobilklub Śląski        |
| 16 czerwca      | Lublin    | Formuła Junior | Jerzy Jankowski       | Rak Junior II-Wartburg | Automobilklub Warszawski    |
| 16 czerwca      | Lublin    | formuła wolna  | Augustyn Tic          | SAM-Lancia             | Automobilklub Śląski        |
| 22 lipca        | Gliwice   | Formuła Junior | Heinz Melkus          | Melkus 63-Wartburg     | ADMV Berlin                 |
| 22 lipca        | Gliwice   | formuła wolna  | Henryk Nowak          | SAM-Triumph            | Automobilklub Śląski        |
| 22 października | Tychy     | Formuła Junior | Longin Bielak         | Rak Junior II-Wartburg | Automobilklub Warszawski    |
| 22 października | Tychy     | formuła wolna  | Zbigniew Sucharda     | Krab 75-HRD            | Automobilklub Warszawski    |

## Klasyfikacje
| Legenda oznaczeń w tabelach wyników Wyświetl szablon na nowej stronie | Legenda oznaczeń w tabelach wyników Wyświetl szablon na nowej stronie                                                                     |
| Oznaczenie                                                            | Wyjaśnienie |
| --------------------------------------------------------------------- | --- |
| Złoty                                                                 | Zwycięzca lub mistrzostwo |
| Srebrny                                                               | 2. miejsce lub wicemistrzostwo |
| Brązowy                                                               | 3. miejsce lub II wicemistrzostwo |
| Zielony                                                               | Ukończył, punktował (w klasyfikacji generalnej, gdy zdobył co najmniej jeden punkt na przestrzeni sezonu, poza trzema powyższymi opcjami) |
| Niebieski                                                             | Ukończył, nie punktował (w klasyfikacji generalnej, gdy nie zdobył co najmniej jednego punktu na przestrzeni sezonu)                      |
| Czerwony                                                              | Nie zakwalifikował się (NZ) |
| Czerwony                                                              | Nie prekwalifikował się (NPK) |
| Różowy                                                                | Nie ukończył (NU) |
| Różowy                                                                | Niesklasyfikowany (NS) (w klasyfikacji generalnej, gdy nie został sklasyfikowany w żadnym wyścigu sezonu)                                 |
| Czarny                                                                | Zdyskwalifikowany (DK) |
| Czarny                                                                | Wykluczony (WYK/EX) |
| Biały                                                                 | Nie wystartował (NW) |
| Biały                                                                 | Kontuzjowany (K/INJ) |
| Biały                                                                 | Wyścig odwołany (OD/C) |
| Bez koloru                                                            | Został wycofany (WYC/WD) |
| Bez koloru                                                            | Nie przybył (NP/DNA) |
| Bez koloru                                                            | Nie brał udziału w treningach (NT/DNP) |
| Bez koloru                                                            | Nie został zgłoszony (–) |
| Pogrubienie                                                           | Start z pole position |
| Kursywa                                                               | Najszybsze okrążenie wyścigu |
| †                                                                     | Nie ukończył, ale jego rezultat został zaliczony ze względu na przejechanie więcej niż 90% dystansu wyścigu.                              |
| *                                                                     | Sezon w trakcie |
| 1/2/3                                                                 | Punktowana pozycja w sprincie kwalifikacyjnym                                                                                             |
| Lista systemów punktacji Formuły 1                                    | |

### Formuła Junior
| Poz. | Kierowca              | Zespół                      | Polska | Polska | Polska | Polska | Punkty |
| ---- | --------------------- | --------------------------- | ------ | ------ | ------ | ------ | ------ |
| 1    | Longin Bielak         | Automobilklub Warszawski    | 6      | 2      | 2      | 1      | 111    |
| 2    | Józef Kiełbania       | Automobilklub Świętokrzyski | 2      | 6      | 1      | 5      | 96     |
| 3    | Grzegorz Timoszek     | Automobilklub Warszawski    | 4      | 4      |        | 2      | 90     |
| 4    | Władysław Szulczewski | Automobilklub Częstochowski | 1      | 3      |        |        | 72     |
| 5    | Jerzy Jankowski       | Automobilklub Warszawski    | 3      | 1      | NU     | NS     | 71     |
| 6    | Ksawery Frank         | Automobilklub Łódzki        |        | 5      | 3      | 4      | 63     |
| 7    | Antoni Weiner         | Automobilklub Śląski        | NS     |        |        | 3      | 29     |
| 8    | Władysław Paszkowski  | Automobilklub Warszawski    | 7      |        |        | 6      | 27     |
| 9    | Rudolf Wrocławski     | Automobilklub Śląski        | 5      |        |        | NS     | 26     |

### Formuła wolna
| Poz. | Kierowca          | Zespół                      | Polska | Polska | Polska | Polska | Punkty |
| ---- | ----------------- | --------------------------- | ------ | ------ | ------ | ------ | ------ |
| 1    | Augustyn Tic      | Automobilklub Śląski        | 1      | 1      | 2      |        | 96     |
| 2    | Zygmunt Manowski  | Automobilklub Śląski        | 2      | 2      | 3      | 2      | 77     |
| 3    | Zbigniew Sucharda | Automobilklub Warszawski    |        | 3      | NU     | 1      | 53     |
| 4    | Henryk Nowak      | Automobilklub Śląski        | 4      |        | 1      | NS     | 33     |
| 5    | Jerzy Nowak       | Automobilklub Świętokrzyski | 3      |        |        | NS     | 24     |